# Subregión de Telembí
La subregión de Telembí, también llamada triángulo de Telembí, es una de las 13 subregiones del departamento colombiano de Nariño. Esta región hace parte de los territorios focalizados PDET.
Comprende los municipios de Barbacoas, Magüí Payán y Roberto Payán, que abarcan un total de 6 206 kilómetros cuadrados.

## Población
En 2015 la población comprendía un total de 74 581 habitantes, que correspondían al 4,49 % del total del departamento de Nariño; de estos 19 497 estaban ubicados en el sector urbano y 55 084 en el sector rural. En cuestión de género el 52 % eran hombres y el 48 % mujeres.

## Economía
Las principales actividades económicas están basadas en el sector agropecuario, destacándose el cultivo de arroz, cacao, plátano y frutales. También cabe resaltar la actividad minera.